# دونگا رژانا
دونگا رژانا (به صربی: Donja Ržana) یک منطقهٔ مسکونی در صربستان است که در بوسیلگراد واقع شده‌است. دونگا رژانا ۷۹ نفر جمعیت دارد.